# Anthomuda hovea
Anthomuda hovea là một loài chân đều trong họ Antheluridae. Loài này được miêu tả khoa học năm 1988 bởi Poore & Lew Ton.